# روبن تشان (سياسي)
روبن تشان (بالصينية: 陳有慶) هو شخصية أعمال وسياسي صيني، ولد في 1932. انتخب عضو مجلس الشعب الصيني ‏ عن دائرة هونغ كونغ خلال فترته النيابية ‏.